# Rokomet na Poletnih olimpijskih igrah 1980
Rokomet na Poletnih olimpijskih igrah 1980. Tekmovanja so potekala za moške in ženske reprezentance.

## Dobitniki medalj
| Kategorija | Zlato | Srebro | Bron |
| Moški      | Vzhodna NemčijaHans-Georg Beyer Lothar Doering Günter Dreibrodt Ernst Gerlach Klaus Gruner Rainer Höft Hans-Georg Jaunich Hartmut Krüger Peter Rost Dietmar Schmidt Wieland Schmidt Siegfried Voigt Frank-Michael Wahl Ingolf Wiegert                    | Sovjetska zvezaAleksander Anpilogov Vladimir Belov Jevgenij Černišov Anatolij Fedjukin Mihajlo Iščenko Aleksander Karšakevič Jurij Kidjajev Vladimir Kravcov Sergej Kušnirjuk Viktor Mahorin Voldemaras Novickis Vladimir Repjev Mikola Tomin Aleksej Žuk | RomunijaŞtefan Birtalan Iosif Boroş Adrian Cosma Cezar Drăgăniță Marian Dumitru Cornel Durău Alexandru Fölker Claudiu Ionescu Nicolae Munteanu Vasile Stîngă Lucian Vasilache Neculai Vasilcă Radu Voina Maricel Voinea                 |
| Ženske     | Sovjetska zvezaLarisa Karlova Tetjana Kočerhina Valentina Lutajeva Aldona Nenėnienė Ljubov Odinokova Irina Palčikova Ljudmila Poradnik Julija Safina Larisa Savkina Sigita Strečen Natalija Timoškina Zinajda Turčina Olha Zubarjeva Natalija Lukjanenko | JugoslavijaSvetlana Anastasovska Mirjana Đurica Radmila Drljača Katica Ileš Slavica Jeremić Svetlana Kitić Jasna Merdan Vesna Milosević Mirjana Ognjenović Vesna Radović Radmila Savić Ana Titlić Biserka Višnjić Zorica Vojinović                        | Vzhodna NemčijaBirgit Heinecke Roswitha Krause Waltraud Kretzschmar Katrin Krüger Kornelia Kunisch Evelyn Matz Kristina Richter Christina Rost Sabine Röther Renate Rudolph Marion Tietz Petra Uhlig Claudia Wunderlich Hannelore Zober |

## Medalje po državah
| Poz    | Država          | Zlato | Srebro | Bron | Skupaj |
| 1      | Sovjetska zveza | 1     | 1      | 0    | 2      |
| 2      | Vzhodna Nemčija | 1     | 0      | 1    | 2      |
| 3      | Jugoslavija     | 0     | 1      | 0    | 1      |
| 4      | Romunija        | 0     | 0      | 1    | 1      |
| Skupaj | Skupaj          | 2     | 2      | 2    | 6      |